# Brévenne
La Brevenne è un fiume francese che scorre nei dipartimenti della Loira e del Rodano, regione Alvernia-Rodano-Alpi.

## Geografia

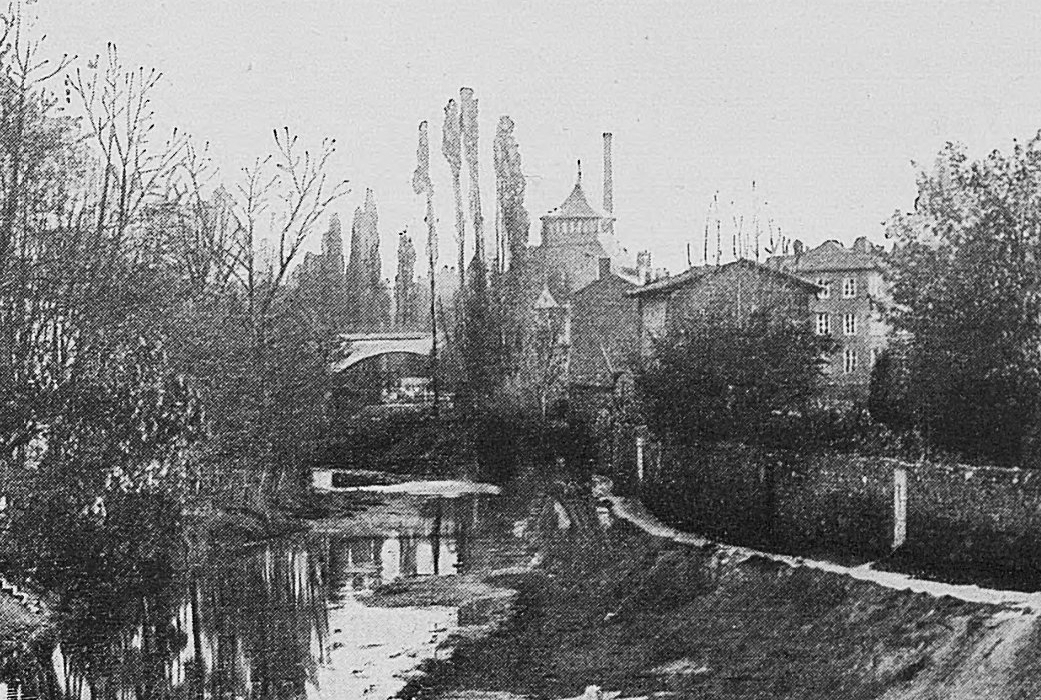
Le rive della Brevenne a L'Arbresle all'inizio del XX secolo

Lunga 39 km, la Brévenne nasce a Viricelles, piccola località del dipartimento della Loira e passa rapidamente il confine con il dipartimento del Rodano. Prende la direzione nordest fino alla fine del suo corso. Essa bagna in particolare la piccola città di L'Arbresle, dal ricco patrimonio storico, ove riceve le acque della Turdine, suo principale affluente.

### Comuni e cantoni attraversati
Nei due dipartimenti della Loira e del Rodano, la Brévenne attraversa ventun comuni:
Maringes, Viricelles, L'Arbresle, Bessenay, Brussieu, Châtillon, Chevinay, Courzieu, Éveux, Fleurieux-sur-l'Arbresle, Grézieu-le-Marché, Lozanne, Meys, Sain-Bel, Souzy, Sainte-Foy-l'Argentière, Saint-Genis-l'Argentière e Saint-Laurent-de-Chamousset.

### Bacino idrografico
La Brévenne attraversa una sola zona idrografica, La Brévenne (Uu463), di 437 km2 di superficie. Questo bacino idrografico è costituito per il 69,34% da territori agricoli, per il 25,29% da foreste e ambienti seminaturali, per il 5,59% da territorii artificializzati.

### Organismo gestionale
L'organismo gestionale è il SYRIBT ovvero SYndicat de RIvières Brévenne Turdine, dal 1º gennaio 2006.

## Affluenti
La Brévenne ha ventisei affluenti ufficiali il principale dei quali è:
- la Turdine alla riva sinistra a l'Arbresle, 28,7 km su undici comuni con nove affluenti e di numero di Strahler tre.

Il numero di Strahler della Brevenne è quattro.

## Idrologia
La portata della Brévenne è stata osservata per un periodo di 40 anni (dal 1969 al 2008), a Sain-Bel, località del dipartimento del Rodano situata un po' a monte di l'Arbresle e dunque a breve distanza dalla sua confluenza con l'Azergues a Lozanne. Il bacino idrografico del fiume è di 219 km2, pressappoco la metà di quello. L'importante portata della Turdine che vi si congiunge (1,46 m3/s) e le dà le sue acque a livello dell'Arbresle è substrato per questo fatto delle cifre seguenti.
Il modulo del fiume è di 1,52 m3/s.
La Brévenne presenta fluttuazioni stagionali di portata piuttosto importanti. Il periodo di piena si verifica in inverno e in primavera e vede la portata mensile media a valori che vanno da 1,83 a 2,44 m3/s, da novembre a maggio incluso (con un primo picco in dicembre e un secondo in febbraio), e quello di magra in estate, da luglio a settembre, con una portata mensile media fino al livello di 0,343 m3/s nel mese di agosto. Ma le variazioni della portata sono ben più importanti calcolate su periodi più brevi.